# Халаиб
Халаиб (на арабски: حلايب) е пристанищен град на брега на Червено море, административен център и най-голямо населено място в Халаибския триъгълник – спорна територия на границата между Египет и Судан. Халаиб е най-големият южен град по така наречената Египетска Ривиера. В околностите на града се намират развалините на средновековния град Айдаб. Към настоящия момент Халаиб е под египетски контрол. Суданското правителство продължава да смята града и целия триъгълник за част от своята територия, въпреки че суданските военни части се изтеглят от града през 2000 година.

## Археология
На 20 км северно от днешния град се намират руините на средновековното пристанище Айдаб. Вероятно е създаден в периода на Птолемеите. По-късно Айдхаб е окупиран от Беджасите, население от Източна Африка. След това е завладян от Фатимидите през 10-ти век. Ограбен от Рено дьо Шатийон през 1182 г. и от крал Давид I от Макурия около 1270 г., той е окончателно разрушен от мамелюския султан Барсбай през 1426.